# Lasse Karjalainen
Lasse Karjalainen (ur. 22 października 1974 w Botkyrce) – fiński piłkarz, reprezentant kraju. W trakcie kariery występował na pozycji obrońcy oraz defensywnego pomocnika.

## Życiorys
Występował w juniorach PPT Pori i w tym klubie w 1991 roku rozpoczynał również seniorską karierę. Po przemianowaniu PPT na FC Jazz zdobył z tym klubem mistrzostwo kraju w 1993 roku. 26 października 1994 roku zadebiutował w reprezentacji w wygranym 7:0 towarzyskim meczu z Estonią. W 1995 roku przeszedł do FC Haka. Pięciokrotnie zdobył z tym klubem mistrzostwo Finlandii (1995, 1998, 1999, 2000, 2004), a trzykrotnie Puchar Finlandii (1997, 2002, 2005). W 2006 roku grał w występującym w Kakkonen FC PoPa. Następnie zakończył karierę.

## Statystyki ligowe
| Sezon | Klub     | Liga          | Mecze | Gole |
| ----- | -------- | ------------- | ----- | ---- |
| 1991  | PPT Pori | Futisliiga    | 2     | 0    |
| 1992  | FC Jazz  | Veikkausliiga | 6     | 0    |
| 1993  | FC Jazz  | Veikkausliiga | 28    | 0    |
| 1994  | FC Jazz  | Veikkausliiga | 26    | 0    |
| 1995  | FC Haka  | Veikkausliiga | 23    | 0    |
| 1996  | FC Haka  | Veikkausliiga | 25    | 0    |
| 1997  | FC Haka  | Veikkausliiga | 0     | 0    |
| 1998  | FC Haka  | Veikkausliiga | 21    | 3    |
| 1999  | FC Haka  | Veikkausliiga | 27    | 1    |
| 2000  | FC Haka  | Veikkausliiga | 32    | 0    |
| 2001  | FC Haka  | Veikkausliiga | 29    | 1    |
| 2002  | FC Haka  | Veikkausliiga | 28    | 0    |
| 2003  | FC Haka  | Veikkausliiga | 26    | 3    |
| 2004  | FC Haka  | Veikkausliiga | 12    | 0    |
| 2005  | FC Haka  | Veikkausliiga | 17    | 3    |
| 2006  | FC PoPa  | Kakkonen      | 24    | 4    |